# Otomys
Otomys (Cuvier, 1824) è un genere di Roditori della famiglia dei Muridi, comunemente noti come ratti del Vlei o ratti di palude africani.

## Descrizione

### Dimensioni
Al genere Otomys appartengono roditori di piccole e medie dimensioni, con lunghezza della testa e del corpo tra 124 e 217 mm, la lunghezza della coda tra 55 e 150 mm e un peso fino a 255 g.

### Caratteristiche craniche e dentarie
Il cranio è robusto e presenta arcate zigomatiche ispessite e parallele tra loro, le placche zigomatiche sono grandi e con il margine anteriore curvato in avanti, i fori palatali sono corti e le ossa nasali che variano notevolmente nella forma, fino ad essere notevolmente ingrandite in alcune specie. Gli incisivi sono larghi, attraversati da uno o due solchi longitudinali, quelli superiori sono opistodonti, ovvero con le punte rivolte verso l'interno della bocca. I molari sono caratteristici, con la superficie occlusiva formata da lamine e con il terzo molare solitamente grande quanti i primi due combinati.
Sono caratterizzati dalla seguente formula dentaria:

### Aspetto
L'aspetto è simile a quello delle arvicole, con un corpo compatto e gli arti brevi. La pelliccia è lunga, densa ed arruffata, il colore del corpo è generalmente bruno-grigiastro. La testa è rotonda, il muso corto ed appuntito, gli occhi relativamente grandi. Le orecchie sono piccole e rotonde. Le zampe sono normali con il pollice e l'alluce ridotti. La coda è più corta della testa e del corpo ed è ricoperta densamente di corti peli. Le femmine hanno due paia di mammelle inguinali.

## Distribuzione
Sono roditori terricoli ed erbivori diffusi nell'Africa subsahariana.

## Tassonomia
Il genere comprende 16 specie.
- Gruppo Otomys typus - Il primo molare inferiore ha quattro lamine.
  - Otomys angoniensis
  - Otomys burtoni
  - Otomys cheesmani
  - Otomys cuanzensis
  - Otomys denti
  - Otomys irroratus
  - Otomys saundersiae
  - Otomys simiensis
  - Otomys tropicalis
  - Otomys typus
  - Otomys yaldeni
- Gruppo Otomys anchietae - Il primo molare inferiore ha cinque lamine o più.
  - Otomys anchietae
  - Otomys barbouri
  - Otomys lacustris
  - Otomys laminatus
  - Otomys occidentalis